# Erik Allardt
Erik Anders Allardt (født 9. august 1925, død 25. august 2020) var finsk sociolog. Allardt blev udnævnt til professor i sociologi ved Helsinki Universitet i 1958 og stod i 1970'erne i spidsen for et stort forskningsprojekt om de nordiske velfærdssamfund. Igennem 1970'erne og 1980'erne opnåede Allardt international anseelse som en af efterkrigstidens betydeligste nordiske sociologer. Hans vigtigste arbejde er Att ha, att älska, att vara fra 1975 som er en banebrydende analyse af velfærdssamfundets modsætninger. I 1980'erne deltog Allardt i en række internationale ekspertgrupper, der evaluerede sociologiuddannelser og forskning ved institutter i Sverige, Norge og Danmark.
Han har sammen med Yrjö Littunen skrevet en meget anvendt lærebog Sociologi som også i en årrække var fast pensum på sociologi i København. I 1990'erne publicerede han flere artikler og bøger om sociologiens historie i Norden.